# Sika (lud)
Sika, także Sikka – indonezyjska grupa etniczna z przesmyku środkowo-wschodniej części wyspy Flores, zamieszkująca obszar administracyjny (kabupaten) Sikka. Ich populacja wynosi 180 tys. osób. Należą do grupy ludów bima-sumbajskich.
Posługują się językiem sika z wielkiej rodziny austronezyjskiej. Pod względem językowym są blisko spokrewnieni z ludem Solor. Ludność Τana ’Ai, zamieszkująca tereny górskie, ma odrębną tożsamość etnolingwistyczną.
Ślady podłoża przedaustronezyjskiego w języku sika sugerują złożony przebieg osadnictwa w regionie. Sika stanowią autochtoniczną populację wyspy Flores. Wśród ludności górskiej występuje bardziej tradycyjna kultura materialna niż wśród mieszkańców wybrzeża, którzy znaleźli się pod wpływem misjonarzy chrześcijańskich i przejęli elementy kultury europejskiej. Wyznają katolicyzm, część z nich utrzymuje tradycyjne wierzenia (kult przodków i kulty agrarne).
Zajmują się rolnictwem opartym na systemie żarowym (ryż, kukurydza, maniok, proso, sorgo, orzech ziemny, palma kokosowa), hodowlą zwierząt (konie, mniejsza rogacizna, drób), rybołówstwem przybrzeżnym. Na zachodzie obszaru przybrzeżnego stosują nawadnianie. Rozwinęli rzemiosło – tkactwo i plecionkarstwo.
U grup zachodnich podstawą organizacji społecznej są rody patrylinearne. U grup wschodnich występuje bilateralny system pokrewieństwa.